# 莱茵兰号战列舰
莱茵兰号战列舰是德意志帝国海军建造的首个无畏舰船级——拿骚级战列舰的其中一艘。它在采用独特六边形布局的六座双联装炮塔中装备有十二门280毫米45倍径速射炮。海军建造莱茵兰号及其姊妹舰是为了应对英国在1906年下水的划时代战列舰无畏号。莱茵兰号于1907年6月开始进行龙骨架设，次年10月下水，并于1910年4月投入服役。
莱茵兰号在第一次世界大战期间随公海舰队参与了广泛的行动，包括数次进入北海的舰队推进，以及对由大巡洋舰组成的第一侦察集群向英国沿岸发动的一些袭击提供支援。这些行动在1916年5月31日至6月1日爆发的日德兰海战达到顶点，其中莱茵兰号曾于夜战中与英国的驱逐舰近距离交火。
莱茵兰号也曾在波罗的海服役，于1915年里加湾海战时担任支援部队的一份子。它于1918年重返波罗的海，作为援助芬兰白卫队的远征军核心而参与芬兰内战，但在抵达当地不久后便擱淺。在重新浮起来之前，其大部分装甲和所有的主炮都必须被移除。由于搁浅所造成的损害被认为过于严重，不值得进行修复，因此莱茵兰号在战争的剩余时间内被迫退役并仅作为宿营船使用。至1919年，随着公海舰队在斯卡帕湾自沉，莱茵兰号被移交协约国，进而辗转售予荷兰的拆船商。自1920年起，该舰被最终开拆报废。其舰钟则被保留了下来，现陈列在德累斯顿的联邦国防军军事史博物馆。

## 设计

拿骚级线条画，显示了主炮的布局

拿骚级战列舰的设计工作开始于1903年底，即英德海军造舰竞赛的背景下；当时，外国海军的战列舰已经开始装备口径越来越大的副炮，包括意大利和美国舰只的203毫米炮和英国舰只的234毫米炮，均超过了此前德国级战列舰搭载的170毫米副炮。德国设计师最初考虑为舰只配备210毫米副炮，但1904年初有关英国纳尔逊勋爵级战列舰将配备254毫米重炮的错误报道促使他们考虑建造一款更强大的舰只：由八门280毫米炮组成的“全装重型火炮”战列舰。在接下来的两年里，设计被改进成一艘体积更大的舰只，配备有十二门重炮，而此时英国已经推出了全装重型火炮战列舰——无畏号。
莱茵兰号的全长为146.1米，舷宽26.9米，有8.9米的吃水深度。它在标准载荷下的排水量为18873吨，满载排水量则为20535吨。舰只设计保留了三轴三胀式蒸汽机，而不是更为先进的蒸汽轮机。蒸汽由十二台燃煤水管锅炉供应至发动机。这种类型的推进装置是应海军元帅阿尔弗雷德·冯·提尔皮茨和海军造舰局的要求而选择的；后者曾于1905年表示“在重型军舰上使用涡轮机本身并不可取”。这个决定完全是基于成本考量：当时，帕森斯在蒸汽轮机上拥有垄断地位，并要求每制造一台涡轮机须支付100万马克的使用费。德国企业直至1910年才开始大批量生产涡轮机。
莱茵兰号是以一种独特的六边形布局来搭载十二门280毫米45倍径速射炮。其副炮包括十二门150毫米45倍径速射炮和十六门88毫米45倍径速射炮，它们均安装在炮廓内。此外，舰只还装备有六门450毫米水下鱼雷发射管。其中舰艏、舰艉各1门，另外4门则安装在两边舷侧防鱼雷舱壁的每一端。该舰的主装甲带在中央堡垒内的厚度为300毫米，装甲甲板为80毫米。主炮塔的侧部有280毫米厚，司令塔则受到400毫米厚的钢板保护。

## 指挥官
莱茵兰号在入役之初的舰长为海军上校阿尔贝特·霍普曼，他指挥该舰直至1910年8月。1910年9月，当该舰的船员们被缩减换编至大巡洋舰冯·德·坦恩号之后，他被海军少校威廉·布内曼暂时取代。霍普曼于当月末返舰，并担任舰长至1911年9月。海军上校理夏德·恩格斯于1911年接替霍普曼的职位，并指挥该舰至1915年8月。在他离舰后，海军上校海因里希·罗哈特获授予了莱茵兰号的领导权。罗哈特服役了超过一年，直至1916年12月由海军少校特奥多·冯·格里森所取代。格里森的指挥权持续至1918年9月；当时他被海军上校恩斯特·图桑替换，但后者的任期仅不足一个月。海军中校弗里德里希·贝尔格是莱茵兰号的末任舰长，任期从1918年9月直至10月4日该舰退役。

## 服役历史

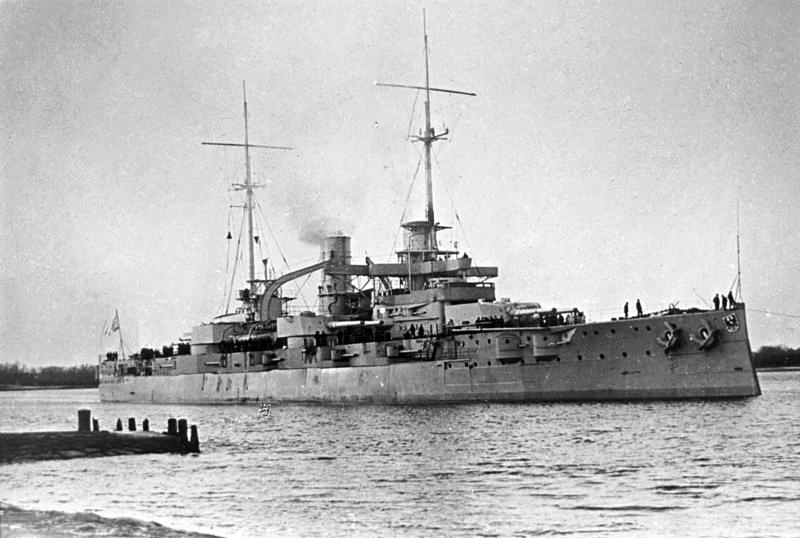
莱茵兰号，约1910年

莱茵兰号是由德意志帝国海军以“符腾堡代舰”（Ersatz Württemberg）作为合同代号进行订购，以替代年迈的萨克森级铁甲舰符腾堡号。它于1907年6月1日开始在斯德丁的伏尔铿船厂进行龙骨架设。与其姊妹舰拿骚号一样，施工是在绝对保密的情况下进行的；包括船厂及克虏伯等供应建造材料的主承包商，均由军队士兵看守。该舰于1908年9月26日下水；在下水仪式上，由出生于莱茵兰的罗马尼亚王后伊丽莎白主持为舰只命名，时任莱茵省最高行政长官的朔尔勒默-利泽尔的克莱门斯男爵则发表了演说。舾装工程于1910年2月底完成。一位造船厂的员工被委以有限度的海上试航，这是从1910年2月23日至3月4日在斯维内明德离岸进行。舰只然后被转运至基尔，并于1910年4月30日在当地投入公海舰队服役。进一步的海上试航随即于波罗的海展开。
在1910年8月30日试航结束时，莱茵兰号被带到威廉港，其中很大一部分船员也被转移至新的大巡洋舰冯·德·坦恩号。在9月的秋季舰队演习后，莱茵兰号得到了来自旧式前无畏舰策林根号船员的补充，因该舰也在同一时间退役。然后，莱茵兰号被编入公海舰队的第一战列分舰队。在10月，舰队进行了每年一度的冬季巡航，随即于11月进行了舰队演习。该舰还分别于1911年、1913年和1914年参加了每年8月驶往挪威的夏季巡航。

### 第一次世界大战
莱茵兰号在整个战争期间几乎参与了全部的舰队出击。首个类似行动是由弗朗茨·冯·希佩尔麾下第一侦察集群的大巡洋舰主导实施；这些舰只于1914年12月15－16日炮击了英格兰的沿海城镇斯卡布罗、哈特尔浦及惠特比。在行动中，十二艘艘德国无畏舰——包括莱茵兰号及其三艘姊妹舰，连同八艘前无畏舰组成了德国战列舰队，出航对大巡洋舰提供远程支援。12月15日傍晚，它们来到距离英国一个孤立分舰队的六艘战列舰约10海里（19）范围内。然而，与对方其它驱逐舰之间在黑暗中的零星冲突使得时任公海舰队总司令的海军上将腓特烈·馮·英格諾爾误判自己面对的是整个大舰队主力。根据德皇威廉二世的命令，为避免不必要的冒险，英格诺尔中断了交战并调转战列舰返回德国。前往多格滩的舰队出击则发生于1915年4月24日。行动期间，莱茵兰号右舷发动机的高压气缸发生故障。修复工作一直持续至5月23日。

#### 里加湾海战
1915年8月，德意志帝国海军试图肃清里加湾，以便德国陆军占领里加。为此，德国策划者打算驱逐或摧毁驻守在当地的俄国海军力量，其中包括前无畏舰光荣号以及若干炮舰和驱逐舰。德国海军也将在海湾北部入口处布设一系列雷区，以防俄国海军增援部队重返该海域。调集的德国特遣区舰队包括莱茵兰号及其三艘姊妹舰，四艘黑尔戈兰级战列舰，以及大巡洋舰塞德利茨号、毛奇号和冯·德·坦恩号。部队受希佩尔指挥，他在此时已晋升为海军中将。八艘战列舰将为与俄国区舰队交战的部队提供掩护。在8月8日爆发的里加湾海战中，德国人的首轮攻势并不顺利，因为清理俄国雷区已耗费相当长的时间，导致布雷艇德国号迟迟无法布设己方的水雷。
8月16日，特遣队开始第二轮攻势，拿骚号、波森号连同四艘小巡洋舰以及三十一艘鱼雷艇设法突破了里加湾的防线。当天，德国扫雷舰T46号和驱逐舰V99号均被击沉。翌日，拿骚号携波森号与光荣号交火，结果三次命中迫使俄舰撤离。至8月19日，俄国雷区已被清除，舰队于8月19日进入海湾，但协约国潜艇在该地区出没的报告则促使德国人于翌日上午撤离。希佩尔在事后表示，“在敌方潜艇日益活跃的有限区域内长时间部署有价值的舰艇，并承担相应的损坏和损失风险，无疑是沉溺于一场赌博；这与在从陆地一侧夺取里加之前占领海湾所获得的利益不成比例。”事实上，大巡洋舰毛奇号已于当天早晨被英国潜艇E1号发射的鱼雷击中，尽管只受到轻微的破坏。

#### 重返北海
至1915年8月底，莱茵兰号及公海舰队余部都回到了它们在北海的锚地。下一次行动是9月11－12日进入北海的扫荡，但没有发生任何战斗。舰队的另一次出击随后发生于10月23－24日，同样未遇到任何英国舰队。1916年2月12日，莱茵兰号被送往船厂进行全面检修，并一直持续至4月19日。它能够及时赶回参加4月21－22日再度进入北海的舰队推进。另一项炮击任务于两天后进行，其中莱茵兰号受命对炮击雅茅斯及洛斯托夫特的第一侦察集群提供支援。在这次行动中，大巡洋舰塞德利茨号因不慎触雷而被迫提前返航。而由于能见度差，行动很快被叫停，并在英国舰队未及拦截前离开。

#### 日德兰海战
海军上将赖因哈德·舍尔作为继英格诺尔和胡戈·冯·波尔之后的公海舰队新任总司令，计划立即再对英格兰海岸发动另一轮袭击，然而塞德利茨号的损坏和第三战列分舰队几艘无畏舰的冷凝器故障使计划推迟至5月底。德国战列舰群于5月31日03:30驶离亚德湾。莱茵兰号被编入第一战列分舰队的第二支队，受海军少将瓦尔特·恩格尔哈特指挥。莱茵兰号是支队四艘舰中的第二艘，位居波森号之后、拿骚号和威斯特法伦号之前。第二支队是德国战列线中序列最末的无畏舰部队，在其身后仅有第二战列分舰队年迈的前无畏舰。
在17:48至17:52之间，包括莱茵兰号在内的十一艘德国无畏舰迎向英国第2轻巡洋分舰队开火，但射程和能见度不佳影响了有效射击，并很快作罢。大约十分钟后，莱茵兰号再次向英国巡洋舰开火，目标很可能是南安普敦号，但没有取得任何命中。至20:15，德国舰队第二次面对已展开成战斗队形的大舰队，被迫转向离去；在此过程中，德国战列线的序列被颠倒，莱茵兰号成为领头的第三艘舰，位居威斯特法伦号和拿骚号之后。21:22左右，作为德国战列线的两艘领航舰，莱茵兰号和威斯特法伦号舰上的船员曾发现两条鱼雷轨迹，结果证明这两条轨迹是虚构的。然后，这些舰只被迫减速，以便让第一侦察集群的大巡洋舰通过。大约22:00，莱茵兰号和威斯特法伦号在黑暗中观察到不明身份的轻型部队。在通过探照灯发出的闪烁盘问被无视后，两艘舰只转向右舷离开，以躲避任何可能已发射的鱼雷。第一战列分舰队余部亦作跟随。
在大约00:30，德国战列线的领头部队遭遇了英国的驱逐舰及巡洋舰。近距离的激烈交火就此展开；莱茵兰号利用副炮在2200－2600米的范围内猛击装甲巡洋舰黑太子号。几分钟后，莱茵兰号和其余德国战列舰转向离开，以规避鱼雷。00:36，莱茵兰号被黑太子号的两枚6英寸（150）炮击中。其中一枚切断了连接至四盏前探照灯的电缆，并损坏了前置烟囱。第二枚则击中舷侧，在前装甲横舱壁上爆炸。尽管舱壁因爆炸而向内弯曲，但并没有被穿透。大约45分钟后，莱茵兰号向另一艘可能是热忱号的驱逐舰开火，但当一艘德国巡洋舰过于靠近火力线时，它不得不停止施射。与此同时，黑太子号已被东弗里斯兰号战列舰的精准火力所歼灭。
尽管夜间战斗激烈，公海舰队还是成功突破了英国的驱逐舰群，并于6月1日04:00抵达犄角礁。数小时后，德国舰队又抵达威廉港，莱茵兰号在那里补充燃料并重新装备了武器。同时，其三艘姊妹舰则在外围锚区组成防御阵位。在战斗过程中，威斯特法伦号共发射了三十五枚280毫米炮和二十六枚150毫米炮。来自黑太子号的两次命中共造成10人死亡、20人受伤。维修工作随后立即在威廉港进行，并至6月10日完成。。

#### 后续行动
另一次舰队推进随后在1916年8月18－22日进行，第一侦察集群的大巡洋舰对英格兰沿海城镇桑德兰实施炮击，企图引诱并摧毁戴维·贝蒂麾下的战列巡洋舰。由于四艘德国大巡洋舰中仅两艘达到作战状态，因此有另外三艘无畏舰被分派至侦察集群参与行动：藩侯号、大选帝侯号以及新入役的巴伐利亚号。而莱茵兰号和公海舰队余部都将尾随并提供掩护。英国人已事先破译了德国人的计划，并派出大舰队应战。在14:35，舍尔收到了大舰队迫近的警告，他并不愿意在难分伯仲的日德兰海战后仅11周便又与整个大舰队交战，于是下令全体舰队掉头撤回德国港口。
9月25－26日，莱茵兰号掩护鱼雷艇群在北海海域进行了一次扫荡。随后，它参与了10月18－20日的舰队推进。在1917年初，该舰被派往德意志湾担当警戒值勤。这年的7月至8月，由于舰上的伙食质量不佳，船员们开始发生动荡。莱茵兰号并未直接参与针对俄国人的阿尔比恩行动，而是留在波罗的海西部，以防止英国人可能入侵该地区以支持他们的俄国盟友。

#### 远征芬兰
1918年2月22日，莱茵兰号及其姊妹舰威斯特法伦号奉命前往芬兰，以对部署在当地的德国陆军部队提供支援。舰只于3月6日抵达奥兰群岛，其舰长在那里成为海军高级指挥官，任期至4月10日止。4月11日，舰只离开奥兰，打算经赫尔辛基前往但泽补充燃料。然而，它在途中遇到浓雾，并于07:30在洛格斯凯尔搁浅。事件造成2人罹难，舰只亦遭到严重破坏。有三个锅炉舱被水淹没，舰体内部亦有穿孔。4月18－20日进行的脱浅作业均以失败告终。船员被临时转移，从而使得已退役的前无畏舰西里西亚号得以重新投入使用。5月8日，一台浮吊从但泽运来；莱茵兰号的主炮、部分炮塔装甲、以及舰艏和堡垒装甲被全数拆除。该舰减轻了6400公吨的重量——比标准排水量的三分之一还多，并在躉船的辅助下最终于7月9日重新浮起。舰只随即被拖至玛丽港进行了一些有限的修理。7月24日，莱茵兰号在两艘拖船的帮助下驶往基尔，并在三天后抵达。经确定，修复工作是不切实际的，因此该舰于10月4日退役，继而作为宿营船在基尔的继续使用。

### 结局
当1918年11月德国战败后，公海舰队的大部分舰只都根据停战协定被扣押至斯卡帕湾的英国海军基地。威斯特法伦号及其3艘姊妹舰作为德国海军最旧的无畏舰，不在被扣押的名单之列，因此得以留在德国港口。在落实《凡尔赛条约》的谈判过程中，海军少将路德维希·冯·罗伊特作为德国被扣押舰队的指挥官，从《泰晤士报》的一份副本中得知，休战协议将于1919年6月21日到期，而这也是德国签署和平条约的最后期限。罗伊特推断英国方面将会在停战期满后强行抢占德国军舰。为了防止这种情况，他决定伺机凿沉己方舰只。6月21日上午，英国舰队离开斯卡帕湾进行训练演习；罗伊特于11:20向全体德国军舰下达了他的命令。
作为斯卡帕湾自沉事件的后果，协约国要求更换已沉没的舰只。这其中包括莱茵兰号，它于1919年11月5日从海军序列中除籍，随后移交协约国支配。1920年6月28日，该舰以合同代号“F”被售予荷兰多德雷赫特的拆船商。它于一个月后，即7月29日被拖至当地，并于次年年底拆解报废。莱茵兰号的舰钟则被保留了下来，现存于德累斯顿的聯邦德國軍事史博物館。